# Ypsolopha asperella
Ypsolopha asperella ist ein Schmetterling aus der Familie der Ypsolophidae.

## Merkmale
Die Falter erreichen eine Flügelspannweite von 20 bis 21 Millimeter und besitzen eine weiße Grundfärbung mit einer braunen bis schwarzen Zeichnung.

## Vorkommen
Ypsolopha asperella kommt in Mittel- und Nordeuropa, sowie in Sibirien vor.

## Lebensweise
Die Larven leben unter anderem auf Apfelbäumen (Malus domestica), Schlehdorn (Prunus spinosa) und Weißdornen (Crataegus). Sie fressen in lockeren Gespinsten an den Blättern. Die Verpuppung geschieht in einem gelblichen Kokon auf der Blattunterseite.